# موتور عشاير شيرزاد 2 (أرزوئية)
موتور عشایر شیرزاد 2 (بالإنجليزية: Mowtowr-e Ashayir Shirazad 2)‏ هي منطقة سكنية تقع في إيران في Arzuiyeh Rural District. يقدر عدد سكانها بـ 49 نسمة .